# Hans Lenk (Geologe)
Hans Lenk (* 17. Mai 1863 in München; † 21. Februar 1938 in Aschau im Chiemgau) war ein deutscher Geologe und Mineraloge und Hochschullehrer an der Friedrich-Alexander-Universität Erlangen-Nürnberg. 

## Leben
Lenks Vater war Geheimer Ministerialsekretär und Lenk ging in Würzburg auf das Gymnasium. Lenk studierte ab 1882 Naturwissenschaften in Würzburg, Leipzig und Gießen und wurde 1887 in Würzburg promoviert. 1890 habilitierte er und wurde Privatdozent und 1895 außerordentlicher Professor an der Universität Leipzig. 1895 wurde er außerordentlicher Professor an der Universität Erlangen und Gründer des dortigen Geologisch-Mineralogischen Instituts. 1898 wurde er ordentlicher Professor. Am 1. April 1899 (Matrikel-Nr. 3122) wurde er zum Mitglied der Leopoldina gewählt. 1933 wurde er emeritiert. 1923 wurde er Geheimer Regierungsrat und später Geheimer Rat.
Er erforschte die Geologie von Zentral-Mexiko (mit Veröffentlichungen zwischen 1883 und 1899) und in Erlangen die Geologie Frankens.
Zu seinen Doktoranden gehört auch die erste Frau, die in Erlangen promoviert wurde, die Amerikanerin Dixie Lee Bryant 1904 mit einer Arbeit über Gesteine aus Spitzbergen.

## Schriften
- Zur geologischen Kenntnis der südlichen Rhön. In: Verhandlungen der physikalisch-medizinischen Gesellschaft zu Würzburg Neue Folge. Band 21, Würzburg 1887, S. 1–112 (Archive)
- Geologisch-petrographische Mittheilungen über das Valle de Mexico. Leipzig 1890 (Habilitation)
- Über die geologischen Verhältnisse der Umgebung von Erlangen mit Bezug auf die städtische Wasserversorgung. Leipzig, Festschrift I. Rosenthal 1906
- mit Johannes Paul Felix: Beiträge zur Geologie und Paläontologie der Republik Mexico. 3 Bände, Schweizerbart 1890 bis 1899 (darin von Lenk: Studien an Gesteinen aus dem mexicanischen Staat Oaxaca)
- mit J. Felix: Beiträge zur Geologie und Paläontologie der Republik Mexico. I. Theil, Arthur Felix, Leipzig 1890 (Archive)
- mit J. Felix: Uebersicht über die geologischen Verhältnisse des mexicanischen Staates Puebla. In: Palaeontographica. Band 37, 1891, S. 118–199 (Archive)
- Über die Natur des Erdinnern, Erlangen 1909
- Einführung in die Mineralogie, Berlin: Stilke 1933

## Ehrungen
- Inhaber des Verdienstordens vom Hl. Michael IV. Klasse m. d. K. und der Prinzregent-Luitpold-Medaille[2]
- 1921: Ehrenphilister des Studentengesangvereins Erlangen, heute AMV Fridericiana Erlangen[3]